# Rafflesia keithii
A Rafflesia keithii a Rafflesia nem egyik faja.

## Hol található?
A Rafflesia keithii Észak-Borneón található.

## Etimológia
A Rafflesia keithii Harry Keith kertészről kapta a nevét.

## Rokon fajok
A Rafflesia keithii rokon fajai a Rafflesia nem fajai:
- Rafflesia arnoldii
- Rafflesia azlanii
- Rafflesia baletei
- Rafflesia banahawensis
- Rafflesia bengkuluensis
- Rafflesia cantleyi
- Rafflesia gadutensis
- Rafflesia hasseltii
- Rafflesia kerrii
- Rafflesia leonardi
- Rafflesia lobata
- Rafflesia manillana
- Rafflesia micropylora
- Rafflesia mira
- Rafflesia panchoana
- Rafflesia patma
- Rafflesia pricei
- Rafflesia rochussenii
- Rafflesia schadenbergiana
- Rafflesia speciosa
- Rafflesia tengku-adlinii
- Rafflesia tuan-mudae
- Rafflesia borneensis
- Rafflesia ciliata
- Rafflesia titan
- Rafflesia witkampii

## Fordítás
- Ez a szócikk részben vagy egészben  a   Rafflesia keithii című angol Wikipédia-szócikk fordításán alapul.  Az eredeti cikk szerkesztőit annak laptörténete sorolja fel. Ez a jelzés csupán a megfogalmazás eredetét és a szerzői jogokat jelzi, nem szolgál a cikkben szereplő információk forrásmegjelöléseként.